# 周撫 (東晋・前趙)
周 撫（しゅう ぶ、? - 319年）は、五胡十六国時代の人物。沛郡の人。東晋初期に仕えたものの、まもなく漢（後の前趙）に寝返ったが、東晋の討伐軍に敗れた。

## 生涯
東晋が成るとこれに仕え、彭城内史に任じられた。
大興元年（318年）12月、沛国内史周黙を殺害して、東晋に叛いた。周撫は配下らとともに漢の大将軍石勒に降った。東晋は下邳内史劉遐を彭城内史に任じ、徐州刺史蔡豹・泰山郡太守徐龕に周撫討伐を命じた。
大興2年（319年）2月、周撫は寒山で劉遐・蔡豹・徐龕・鷹揚将軍蘇峻と戦った。周撫は敗れ、敗走中に徐龕の部将の于薬によって討ち取られ、首級は建康に送られた。

## その他
『晋書』巻81 劉遐では、周撫が反乱に至った経緯が記されている。天下が混乱したとき、同郡の周黙とともに、それぞれ塢主となった。やがて、周黙が東晋の奮威将軍祖逖に降伏した。周撫はこれに怒り、周黙を襲撃して殺害、彭城で反乱を起こし、漢の大将軍石勒が軍を派遣して援護したと記されている。当記述では、周撫と周黙は東晋の官職についておらず、他の史書と齟齬が生じている。